# Visual kei előadók listája
A visual kei előadók listája a műfajhoz tartozó együtteseket és szóló előadókat tartalmazza. A listában olyan előadók is szerepelnek, akik pályafutásuk kezdetén visual keinek számítottak, később azonban levetkőzték a stílust vagy elhatárolódtak tőle.

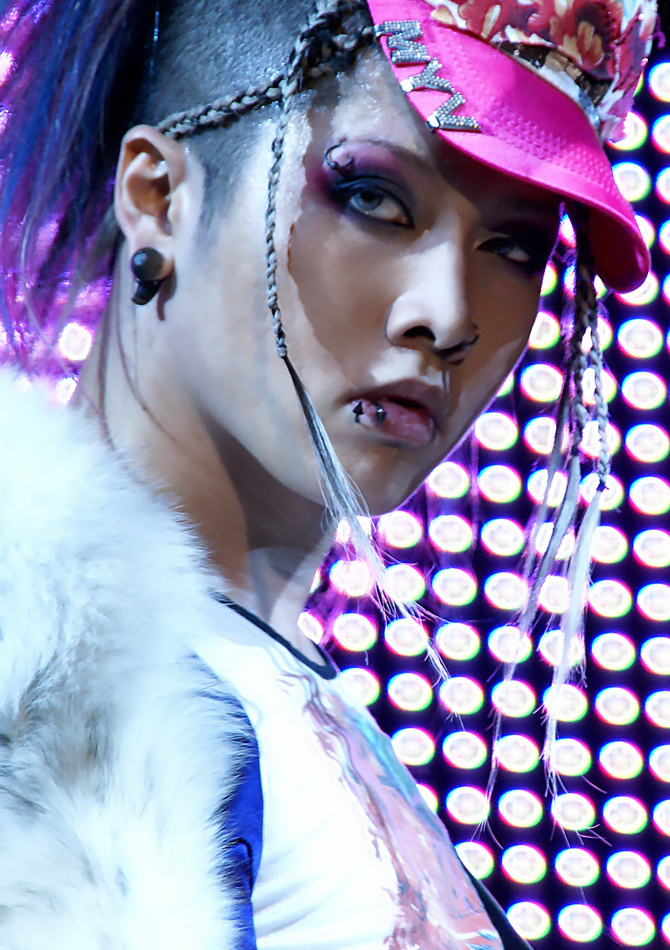
Miyavi erőteljesen visual kei korszakában, 2007-ben

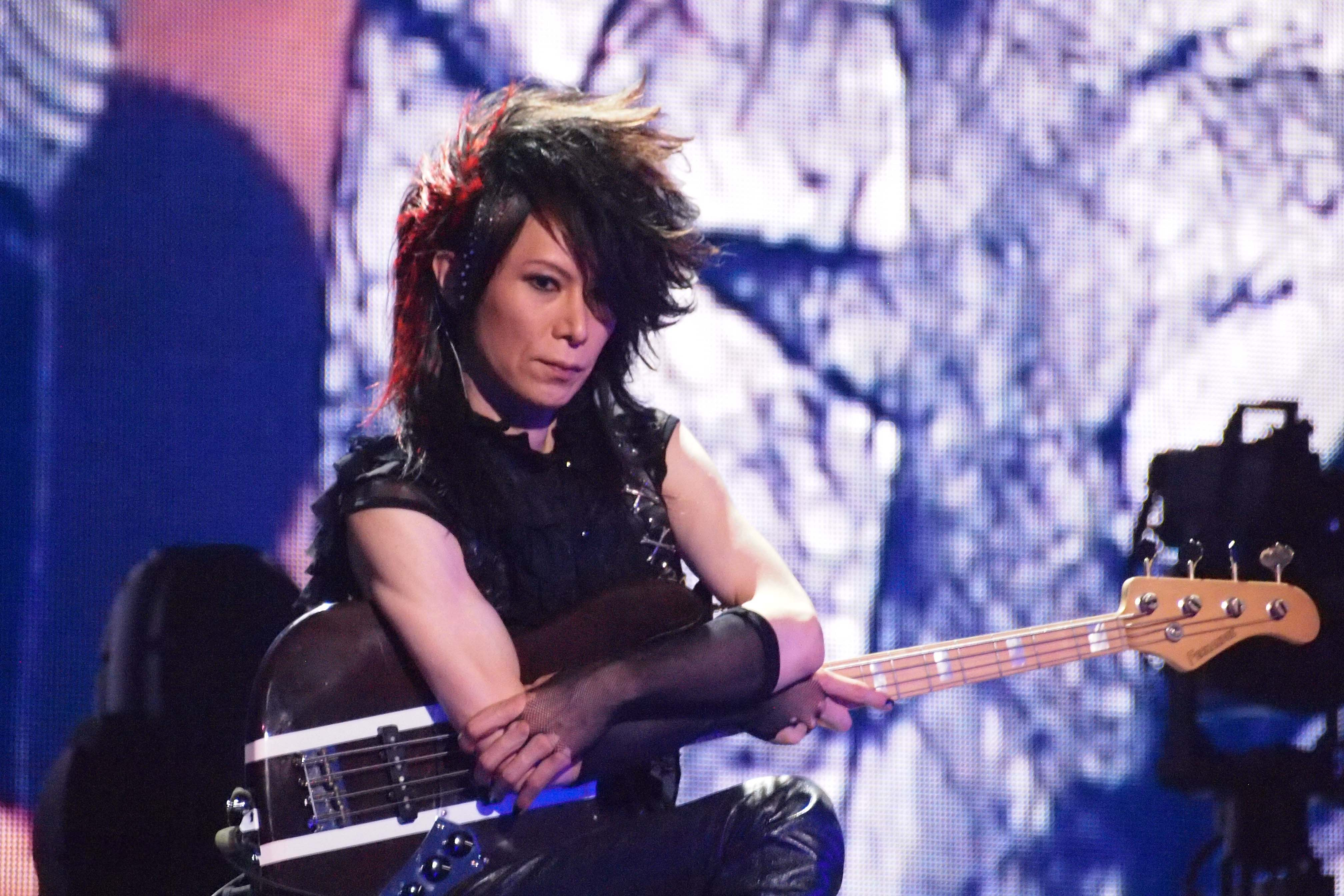
Heath

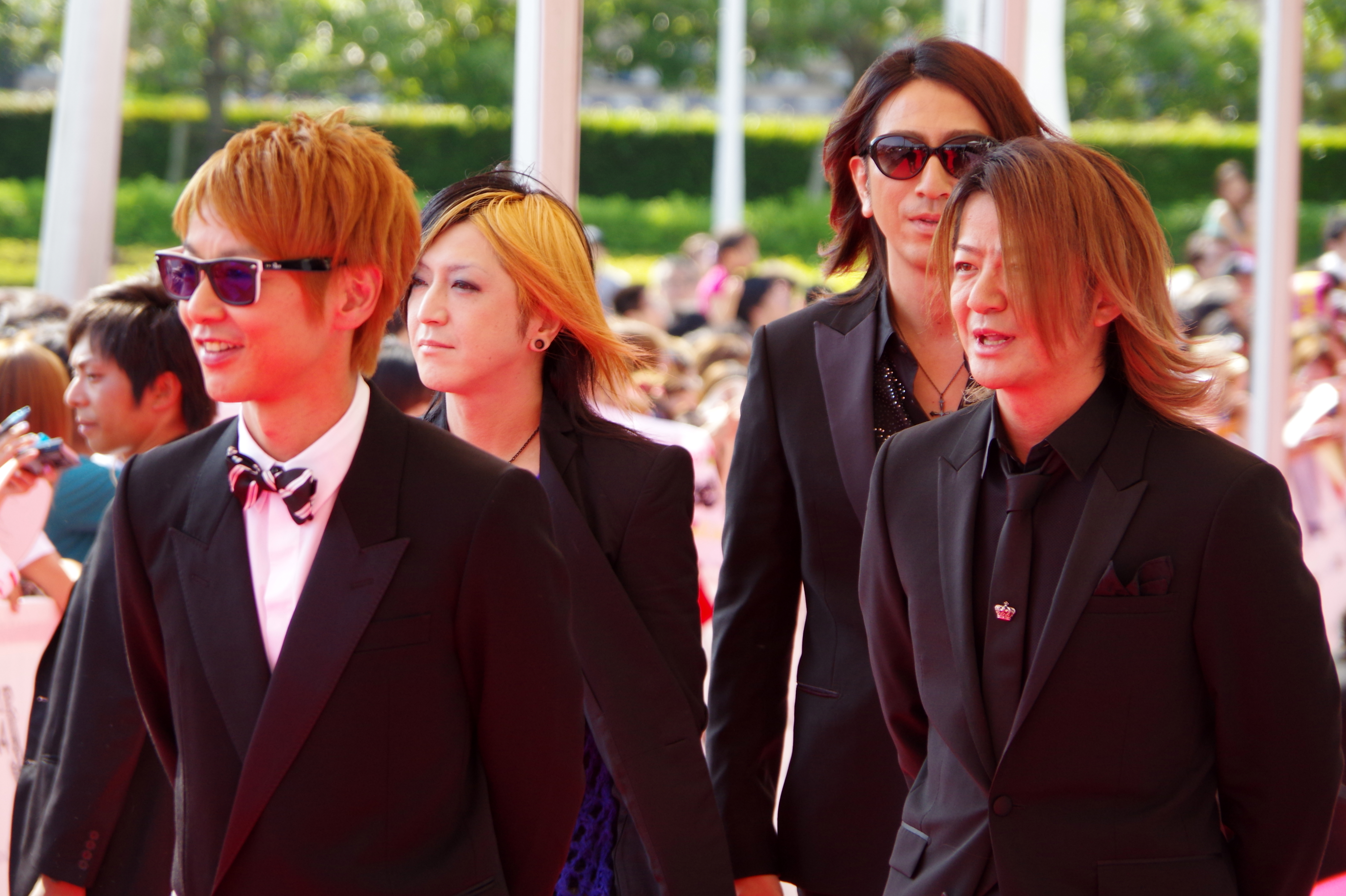
A Glay együttes ma már nem számít visual keinek, de gyökereik a műfajhoz nyúlnak vissza

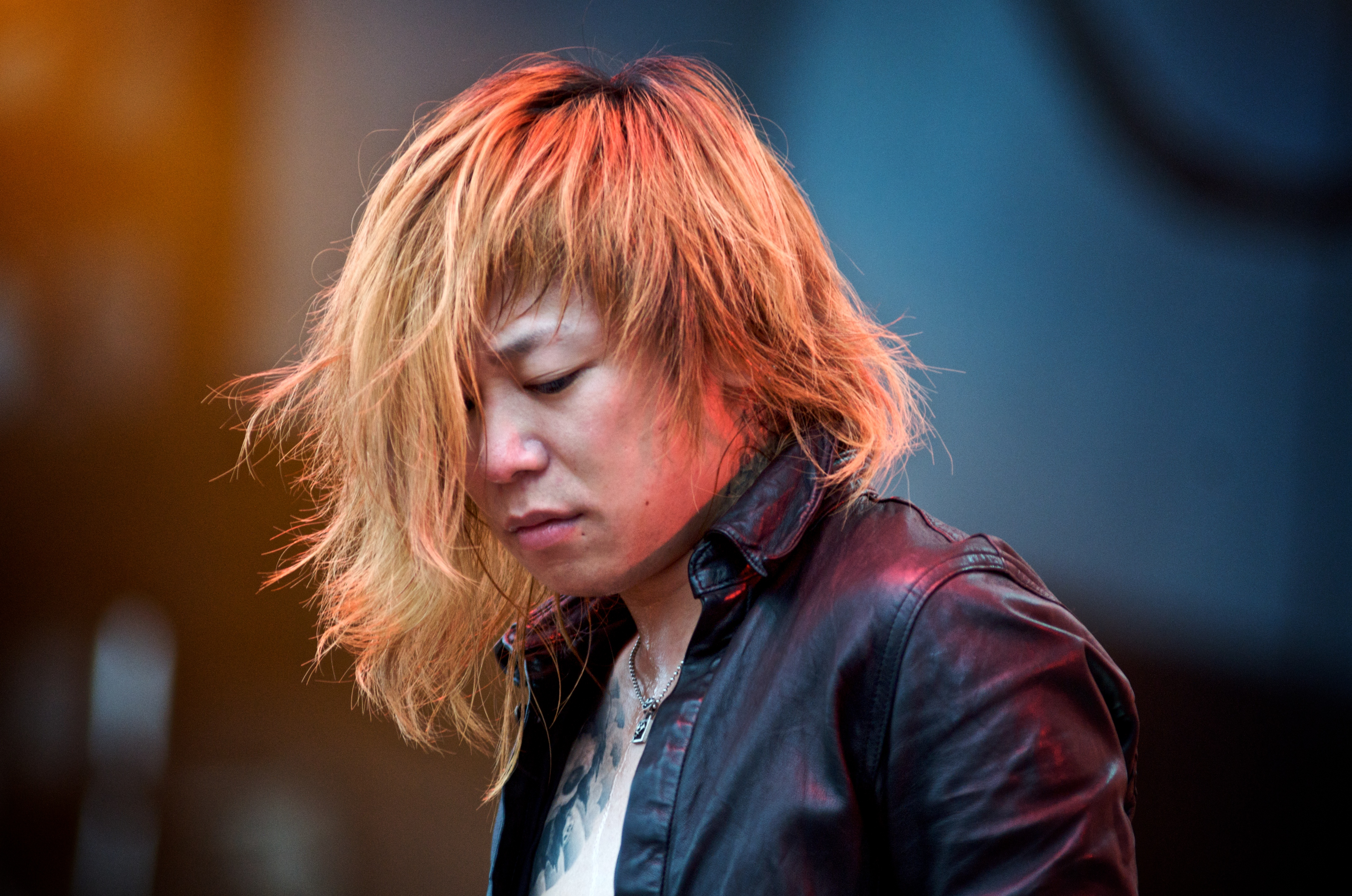
A Dir en grey énekese, Kjó

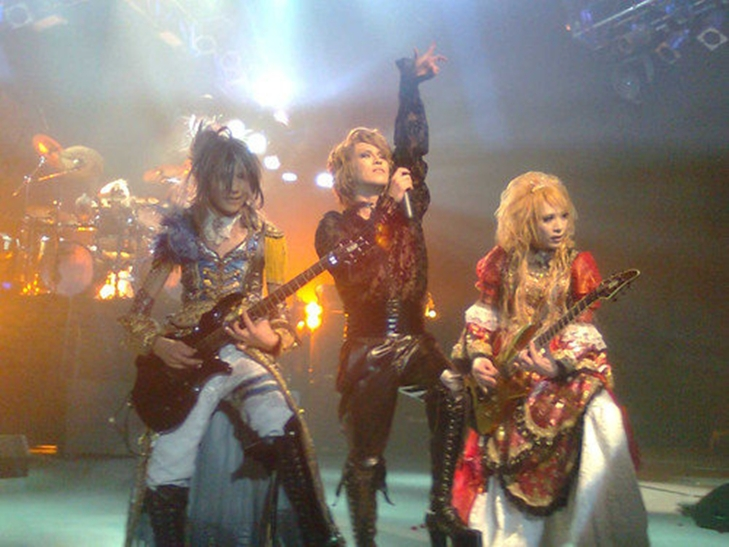
Versailles

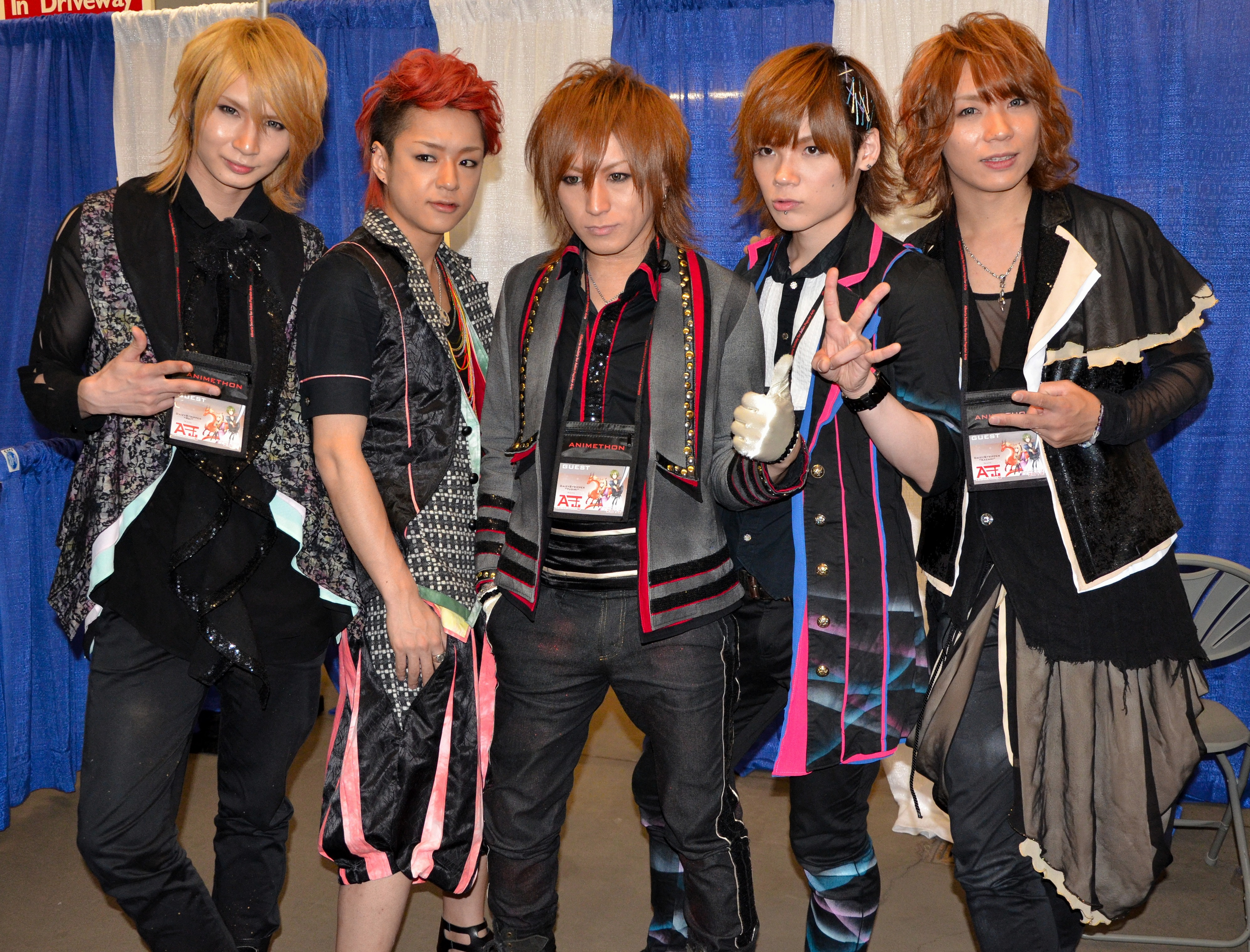
Daizystripper

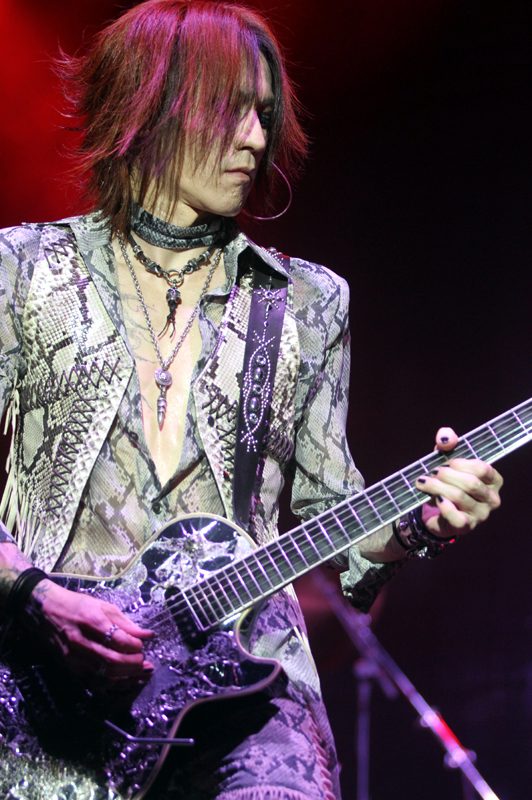
Sugizo

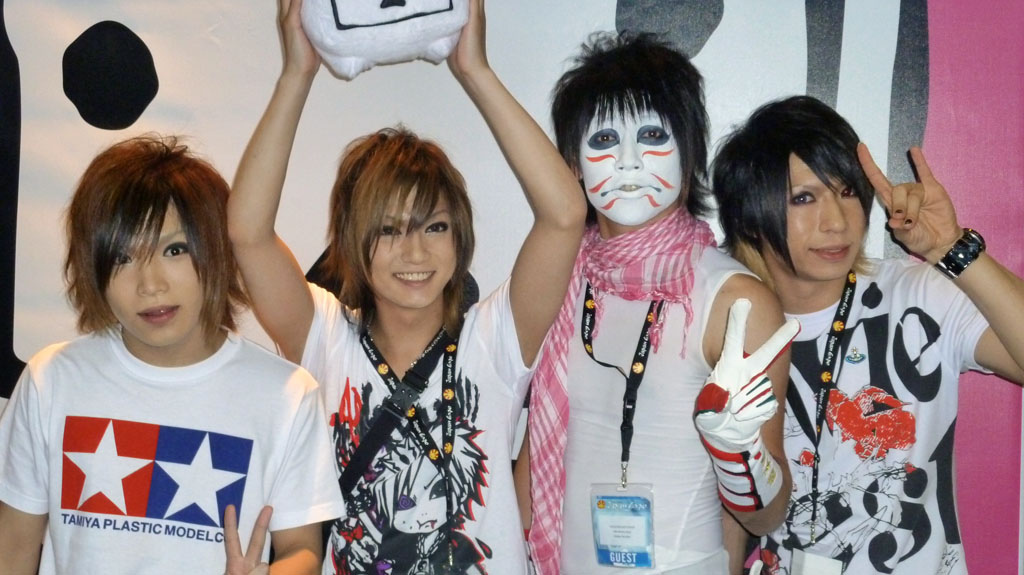
Golden Bomber

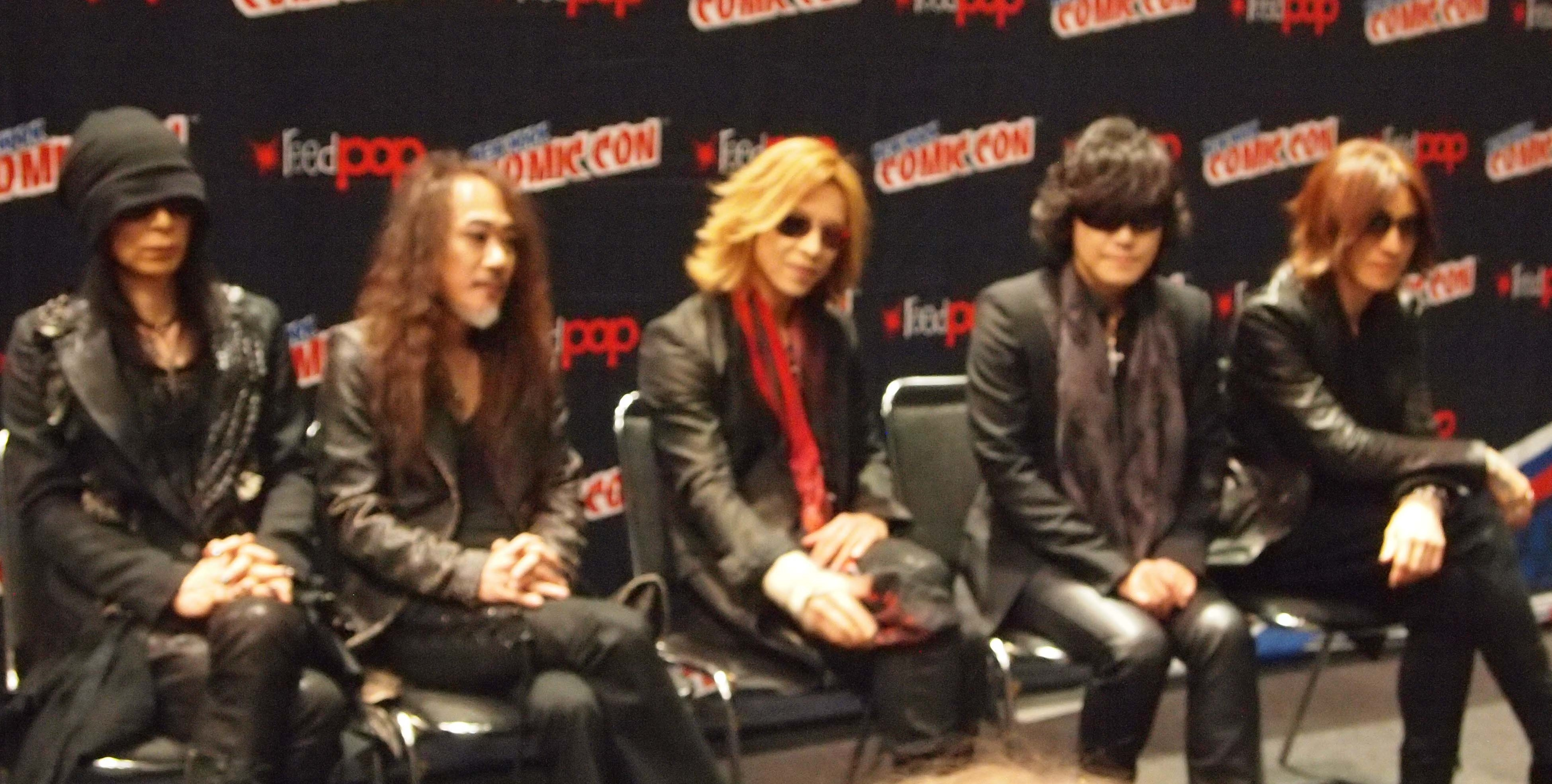
X Japan

| Ábécé szerinti tartalomjegyzék                      |
| --------------------------------------------------- |
| A B C D E F G H I J K L M N O P Q R S T U V W X Y Z |

## !-9
- 12012
- 9Goats Black Out

## A
- Acid Black Cherry
- Aion
- Alice Nine
- Aliene Ma’riage
- An Cafe
- Angelo
- Anti Feminism
- Aoi
- Ayabie

## B
- Baiser
- Baroque
- BIS
- Blam Honey
- Blood
- Buck-Tick
- By-Sexual
- Breakerz

## C
- Cali Gari
- The Candy Spooky Theater
- Cascade
- Charlotte
- Color
- Core the Child

## D
- D
- D’erlanger
- D’espairsRay
- D=Out
- Dacco
- Daizystripper
- Dead End
- The Dead Pop Stars
- Deadman
- Deathgaze
- Defspiral
- Deluhi
- Der Zibet
- Devil Kitty
- Diaura
- Disacode
- Die in Cries
- Dio – Distraught Overlord
- Dir en grey
- Dolly
- Doremidan
- Dué le Quartz
- DuelJewel

## E
- Eight
- El Dorado
- Exist Trace

## F
- Fanatic Crisis

## G
- Gackt
- The Gazette
- Genkaku Allergy
- Ghost
- Girugamesh
- Glacier
- Glay
- Golden Bomber
- Guniw Tools
- Guruguru Eigakan

## H
- Heath
- hide with Spread Beaver
- Heidi.
- Hizaki Grace Project
- Hyde

## I
- Inugami Circus-dan
- Izabel Varosa

## J
- Janne Da Arc
- Jealkb
- Jupiter

## K
- Kageró
- Kagrra,
- Kamaitacsi
- Kamijo
- Kannivalism
- Karma Shenjing
- Kavamura Rjúicsi
- The Kiddie
- Kra
- Kurojume

## L
- L’Arc~En~Ciel
- La’cryma Christi
- Lamiya
- Laputa
- Lareine
- L’luvia
- LM.C
- Luca
- Luis-Mary
- Luna Sea
- Lycaon
- Lynch.

## M
- Malice Mizer
- Mamireta
- Maschera
- Matenrou Opera
- Megamasso
- Mejibray
- Merry
- Mix Speaker's,Inc.
- Miyavi
- Moi dix Mois
- Morrie
- Mucc

## N
- Nightmare
- Nocturnal Bloodlust
- Nogod

## O
- -OZ-

## P
- Panic Channel
- Penicillin
- Pentagon
- Phantasmagoria
- The Piass
- Pierrot
- Plastic Tree
- Psycho le Cému

## R
- Raphael
- Rentrer en Soi
- Rice
- The Riotts.

## S
- S.K.I.N.
- Sadie
- Sads
- Schaft
- Schwarz Stein
- Screw
- Shazna
- Siam Shade
- Sid
- Sophia
- Spiv States
- Strawberry Song Orchestra
- Sug
- Sugizo
- Suppurate System
- Sukekiyo

## T
- Tinc
- Toshi

## U
- UchuSentai:Noiz
- The Underneath
- Unsraw

## V
- Versailles
- Vidoll
- Vistlip
- Vivid

## W
- Wyse

## X
- X Japan
- XTripx

## Z
- Zi:Kill
- Zoro